# Arnold Ringier

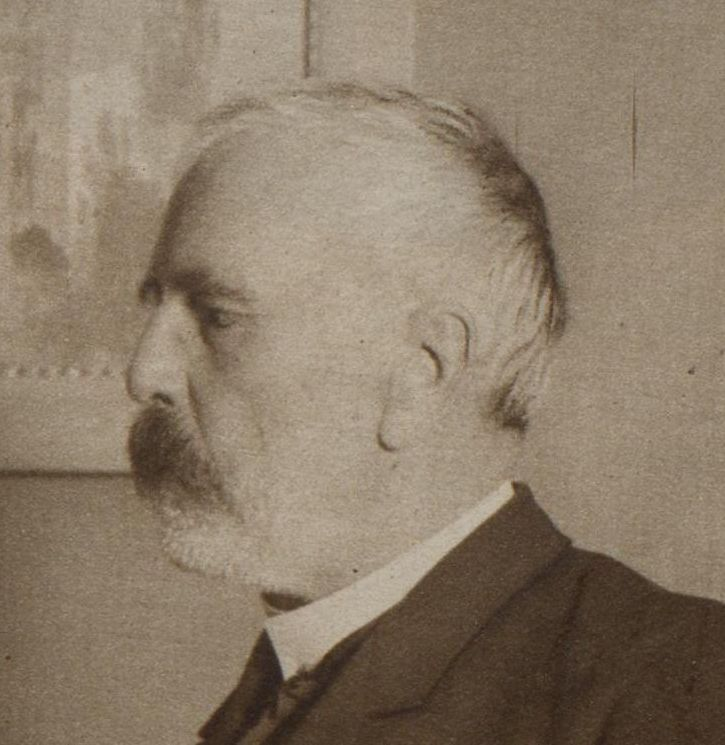
Arnold Ringier, 1916

Arnold Ringier (* 16. Oktober 1845 in Zofingen; † 11. Mai 1923 ebenda; heimatberechtigt in Zofingen) war ein Schweizer Politiker (FDP), Forstwart und Offizier. Von 1880 bis 1919 war er Regierungsrat des Kantons Aargau.

## Biografie
Der Sohn des Gerbers und Bezirksrichters Friedrich Heinrich Ringier absolvierte in Aarau die Kantonsschule. Von 1864 bis 1866 studierte er Forstwirtschaft am Eidgenössischen Polytechnikum in Zürich (die heutige ETH Zürich). Hier schloss er sich dem Corps Helvetia Zürich (WSC) an. Ab 1868 war er als Adjunkt an der Waldbaumschule des Kantons Aargau tätig. Zwei Jahre später übernahm er die Leitung des Kreisforstamtes V, die er bis 1880 innehatte. Auch im Militär machte Ringier Karriere: 1867 wurde er zum Hauptmann befördert, 1874 zum Major, 1883 zum Oberstleutnant, 1892 zum Obersten der aargauischen Landwehrbrigade.
1880 stellte sich Ringier erfolgreich zur Wahl als Regierungsrat. Zunächst übernahm er die Leitung des Departement des Innern, danach stand er nacheinander dem Staatswirtschafts- und Baudepartement, dem Finanzdepartement, dem Finanzdepartement und zuletzt dem Erziehungsdepartement vor. Zu seinen wichtigsten Verdiensten gehören der Bau der kantonalen Krankenanstalt in Aarau (das heutige Kantonsspital Aarau), die Organisation verschiedener Gewässerkorrektionen, die Gründung einer Landwirtschaftsschule in Brugg, der Ausbau des Bildungswesens und die Schaffung des Lehrerbesoldungsgesetzes. Nach fast vier Jahrzehnten Regierungstätigkeit trat Ringier 1919 zurück.